# Jonny Cruz
Jonathan Willie Hernández, detto Jonny Cruz (El Paso, 1º dicembre 1982), è un attore statunitense a preso parte a film come Walking Tall 3 - Giustizia personale, Infiltrators e The Beacon. È apparso anche in serie televisive come General Hospital, Prison Break e Non fidarti della str**** dell'interno 23.

## Filmografia parziale

### Cinema
- Walking Tall 3 - Giustizia personale (Walking Tall: Lone Justice), regia di Tripp Reed (2007)
- Missionary Man, regia di Dolph Lundgren (2007)
- Exit Speed, regia di Scott Ziehl (2008)
- Amerigeddon, regia di Mike Norris (2016)

### Televisione
- Prison Break – serie TV, un episodio (2007)
- Super Ninja – serie TV, un episodio (2011)
- General Hospital – serie TV, 2 episodi (2012)
- Non fidarti della str**** dell'interno 23 (Don't Trust the B---- in Apartment 23) – serie TV, un episodio (2013)
- NCIS: Los Angeles – serie TV, un episodio (2013)
- Matador – serie TV, 10 episodi (2014)
- Castle – serie TV, un episodio (2016)

## Doppiatori italiani
Nelle versioni in italiano delle opere in cui ha recitato, Jonny Cruz è stato doppiato da:
- Francesco Venditti in NCIS: Los Angeles
- Stefano Romani in Infiltrati
- Alessandro Germano in Matador
- Sacha Pilara in Castle
- Guido Gelardi in Mid-Century Modern